# Фин кенорабдит
Фините кенорабдити (Caenorhabditis elegans) са вид chromadorea от семейство Rhabditidae.
Таксонът е описан за пръв път от Емил Мопа през 1900 година.